# Jess Franco

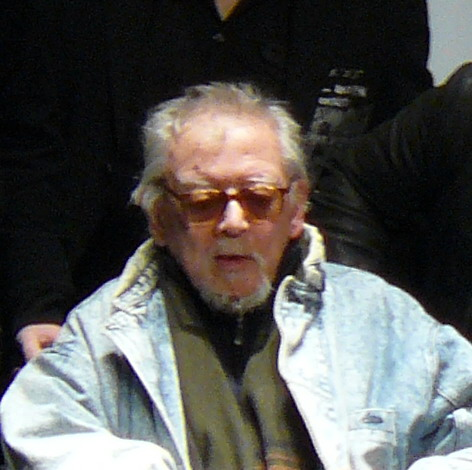
Jess Franco (2008)

Jesús „Jess“ Franco Manera (* 12. Mai 1930 in Madrid; † 2. April 2013 in Málaga) war ein spanischer Filmregisseur, Drehbuchautor und Schauspieler. Jess Franco genoss aufgrund seiner teils um sadomasochistische und surrealistische, ab den 1970er Jahren auch um pornographische Elemente angereicherten Horrorfilme lange den Ruf eines schwarzen Schafes. Heute gelten seine kompromisslosen Werke als Meilensteine des europäischen Exploitationfilms.

## Leben
Nach Anfängen beim Radio und als Jazzmusiker arbeitete Jesús „Jess“ Franco seit 1952 beim Film: zunächst als Filmkomponist und Regieassistent, ab 1957 als Regisseur. Meist steuerte er zu seinen Filmen das Drehbuch bei und spielte eine Nebenrolle. Seine ersten Arbeiten waren Kurzfilme, von denen Estampas guipuzcoanas número 2: Pío Baroja 1960 den Preis für den besten spanischsprachigen Kurzfilm auf dem San Sebastián International Film Festival erhielt. Später arbeitete er häufig mit den Produzenten Artur Brauner, Erwin C. Dietrich und Marius Lesoeur zusammen.
Jess Franco war in allen Bereichen des Genrefilms zuhause. Anfangs drehte er vor allem spekulative Horrorfilme, Psycho-Thriller und Krimis. In den Siebzigerjahren mischte er immer mehr Erotikanteile in seine meist von Obsessionen und psychischen Abgründen bestimmten Stoffe. Franco griff dabei immer wieder auch auf die erotische und schauerromantische Trivialliteratur zurück. Zumindest den Titeln nach siedeln viele seiner Filme in der Nähe von Oscar Wilde, Leopold von Sacher-Masoch, dem Marquis de Sade und anderen. Die zunehmend liberale Handhabung von Pornografie gestattete es Franco schließlich auch, entsprechende Szenen in seine Filme einzubauen. Bekannt wurde Franco auch durch seine Frauengefängnisfilme. Sein erster Film dieses Genres (Der heiße Tod) war im Frühjahr 1969 insbesondere in den USA ein großer kommerzieller Erfolg und zog eine Reihe filmischer Nachahmer nach sich.
Franco beschrieb seine Motive mit den Worten: „Ich bin ein Voyeur, und ich will davon nicht ›geheilt‹ werden – daher mein gigantisches Vergnügen, Sexszenen zu erfinden, sie zu dirigieren, sie zu sehen und sie obendrein zu filmen.“ In den späten Siebzigerjahren arbeitete er im Splatter-, Zombie- und Pornofilm-Genre, in den Achtzigerjahren folgten damals populäre Actionfilme und reine Hardcore-Pornos. Franco war in seinem Pornofilm Sexorcismes (1975) an einer nicht-simulierten Sexszene mit Lina Romay beteiligt.
Franco, der sich nie langfristig von nur einem Produzenten vereinnahmen ließ, nahm bei Dreharbeiten stets Material für mehrere potenzielle Filme auf, indem er zusätzliche Takes vornahm. Einige seiner Filme wurden von anderen Regisseuren bearbeitet und unter neuem Titel veröffentlicht: So wurde Christina, princesse de l’érotisme von Jean Rollin um einige Szenen erweitert und in Eine Jungfrau in den Krallen von Zombies bzw. Zombie 4 umgetitelt. Frauengefängnis 2 (Les Gardiennes du penitencier, 1979) von Alain Deruelle und Julio Pérez Tabernero besteht zum größten Teil aus Szenen von Jess Francos Film Frauengefängnis.
Franco war in erster Ehe mit der Schauspielerin Nicole Guettard verheiratet, bis er 1972 seine langjährige Lebensgefährtin und häufige Hauptdarstellerin Lina Romay kennenlernte; mit ihr war er von 2008 bis zu deren Tod am 15. Februar 2012 verheiratet. Jess Franco war der Onkel des spanischen Schriftstellers Javier Marías und des Regisseurs Ricardo Franco.
Jess Franco starb im April 2013 im Alter von 82 Jahren an den Folgen eines Schlaganfalls.

## Auszeichnungen
Im Juni und Juli 2008 widmete ihm die Cinémathèque française eine große Werkschau.
Am 1. Februar 2009 erhielt er in Madrid den Ehren-Goya für sein Lebenswerk.

## Filmografie (Auswahl)
Jess Franco wirkte an 207 Filmen als Regisseur und an 184 Filmen als Autor mit; in vielen davon auch als Darsteller. Fremdsprachige Originaltitel stehen in Klammern.

### Regie
- 1957: El árbol de España (Kurzfilm)
- 1958: El destierro del Cid (Kurzfilm)
- 1958: Estampas giupuzcoanas no.2: Pio Baroja (Kurzfilm)
- 1959: Las playas vacías (Kurzfilm)
- 1959: Oro español (Kurzfilm)
- 1959: Tenemos 18 años
- 1960: Labios rojos
- 1960: La reina del Tabarín
- 1961: Schreie durch die Nacht (Gritos en la noche)
- 1962: La mano de un hombre muerto
- 1962: Vampiresas 1930.
- 1963: El llanero
- 1963: Rififi en la ciudad
- 1964: La muerte silba un blues
- 1964: Die lebenden Leichen des Dr. Jekyll (El secreto del Dr. Orloff)
- 1965: Das Geheimnis des Doktor Z (Miss Muerte)
- 1965: Karten auf den Tisch (Cartas boca arriba)
- 1966: Residencia para espías
- 1966: Necronomicon – Geträumte Sünden
- 1967: Lucky M. füllt alle Särge (Lucky, el intrépido)
- 1968: Der Todeskuß des Dr. Fu Man Chu (The Blood of Fu Manchu)
- 1968: Die sieben Männer der Sumuru (The Girl from Rio)
- 1969: Der heiße Tod (99 mujeres)
- 1969: Marquis de Sade: Justine (Marquis de Sade’s Justine)
- 1969: Rote Lippen – Sadisterotica (El caso de las dos bellezas)
- 1969: Die Folterkammer des Dr. Fu Man Chu (The Castle of Fu Manchu)
- 1969: Küß mich, Monster (Bésame monstruo)
- 1969: Venus in Furs
- 1969: De Sade 70 – Die Jungfrau und die Peitsche (Philosophy in the Boudoir)
- 1970: Der Hexentöter von Blackmoor (El proceso de las brujas)
- 1970: Nachts, wenn Dracula erwacht (El conde Dracula)
- 1970: Die nackten Augen der Nacht (Les Cauchemars naissent la nuit)
- 1970: Sex Charade
- 1970: Eugenie de Sade (Eugénie)
- 1970: Vampyros Lesbos – Erbin des Dracula (Las vampiras)
- 1970: Sie tötete in Ekstase
- 1970: Der Teufel kam aus Akasava
- 1970: X 312 – Flug zur Hölle
- 1971: Dr. M schlägt zu
- 1971: Der Todesrächer von Soho
- 1971: Eine Jungfrau in den Krallen von Zombies (Christina, princesse de l’érotisme)
- 1971: Jungfrauen-Report
- 1972: Robinson und seine wilden Sklavinnen
- 1972: Die Nacht der offenen Särge (Dracúla contra Frankenstein)
- 1972: Eine Jungfrau in den Krallen von Frankenstein (La maldición de Frankenstein)
- 1972: Los amantes de la isla del diablo
- 1972: Eine Jungfrau in den Krallen von Vampiren (La Fille de Dracula)
- 1972: Die Nonnen von Clichy (Les Demons)
- 1972: Un capitán de quince años
- 1972: Les ebranlées
- 1972: Le Journal intime d’une nymphomane
- 1972: Un silencio de tumba
- 1973: Plaisir à trois
- 1973: La Comtesse perverse
- 1973: Al otro lado del espejo
- 1973: Maciste contre la reine des Amazones
- 1973: Im Schatten des Mörders (La noche de los asesinos)
- 1973: Perverse Emanuelle (Tendre et perverse Emanuelle)
- 1973: Kiss Me Killer
- 1973: Les Gloutonnes
- 1974: Entfesselte Begierde (Les Avaleuses)
- 1974: Les Nuits brûlantes de Linda
- 1974: Exorcisme
- 1974: Mädchen für intime Stunden (Célestine, bonne à tout faire)
- 1974: Lorna, l’exorciste
- 1974: Le Jouisseur
- 1974: Les chatouilleuses
- 1975: Les Emmerdeuses
- 1975: Shining Sex
- 1975: Heisse Berührungen (Midnight Party)
- 1975: Frauengefängnis 3
- 1975: Downtown – Die nackten Puppen der Unterwelt
- 1975: Das Bildnis der Doriana Gray
- 1976: Mädchen im Nachtverkehr
- 1976: Weiße Haut auf schwarzen Schenkeln
- 1976: Die Sklavinnen
- 1976: In 80 Betten um die Welt
- 1976: Jack the Ripper – Der Dirnenmörder von London
- 1976: Greta – Haus ohne Männer
- 1976: Cynthia – Verhängnisvolle Begierde (Shining Sex)
- 1977: Die Liebesbriefe einer portugiesischen Nonne
- 1977: Das Frauenhaus
- 1977: Die teuflischen Schwestern
- 1977: Frauen ohne Unschuld
- 1977: Frauen im Liebeslager
- 1977: Der Ruf der blonden Göttin
- 1977: Frauen für Zellenblock 9
- 1978: Feuchte Lippen (Cocktail spécial)
- 1978: Mach’s nochmal Baby (Elles font tout)
- 1979: Sinfonía erótica
- 1980: Mondo Cannibale 3 – Die blonde Göttin der Kannibalen (La Deesse des barbares)
- 1980: Jungfrau unter Kannibalen (El caníbal)
- 1980: Lolita am Scheideweg (Eugenie, historia de una perversión)
- 1981: Sadomania – Hölle der Lust
- 1981: Die Säge des Todes
- 1981: Cecilia (Aberraciones sexuales de una mujer casada)
- 1981: Die nackten Superhexen vom Rio Amore (Linda)
- 1981: Oase der Zombies (La tumba de los muertos vivientes)
- 1982: Las orgías inconfesables de Emmanuelle
- 1982: Mansion of the Living Dead (La mansión de los muertos vivientes)
- 1983: Macumba sexual
- 1983: Die Rache des Hauses Usher (El hundimiento de la casa Usher)
- 1983: Diamonds of Kilimandjaro (El tesoro de la diosa blanca)
- 1984: El siniestro doctor Orloff
- 1984: Lilian (la virgen pervertida)
- 1984: Historia sexual de O
- 1986: Der goldene Tempel der Amazonen (Les Amazones du temple d’or)
- 1987: Dark Mission (Operation cocaina)
- 1988: Faceless
- 1989: Esmeralda Bay (La bahía esmeralda)
- 1989: La chute des aigles
- 1992: Don Quixote de Orson Welles
- 1994: Ciudad Baja [Downtown Heat]
- 1996: Killer Barbys
- 1997: Tender Flesh
- 1998: Lust für Frankenstein (Lust for Frankenstein)
- 1999: Vampire Sex – Lady Dracula 3 (Vampire Blues)
- 2002: Killer Barbies vs Dracula
- 2003: Jess Francos Passion (Flores de la pasión)
- 2003: Jess Francos Perversion (Flores de perversión)
- 2005: Snakewoman
- 2008: La cripta de las mujeres malditas
- 2010: Paula-Paula
- 2012: Al Pereira vs. the Alligator Ladies

### Sonstige Mitwirkung
- 1953: Im Banne des blonden Satans (La Môme vert-de-gris)
- 1954: Cómicos
- 1954: Der Coyote (El coyote)
- 1954: Die Rache des Coyoten (La justicia del Coyote)
- 1954: Felices pascuas
- 1955: Der Tod eines Radfahrers (Muerte de un ciclista)
- 1956: La melodía misteriosa
- 1956: In 80 Tagen um die Welt (Around the World in 80 Days)
- 1956: Angst (Miedo)
- 1956: Viaje de novios
- 1957: El hombre que viajaba despacito
- 1957: Los jueves, milagro
- 1958: Historias de Madrid
- 1959: Llegaron les franceses
- 1959: Salomon und die Königin von Saba (Solomon and Sheba)
- 1960: Ama Rosa
- 1962: Zorro – Das Geheimnis von Alamos (La venganza del Zorro)
- 1962: Zorro, der schwarze Rächer (Cabalgando hacia la muerte)
- 1963: 55 Tage in Peking (55 Days at Peking)
- 1964: El extraño viaje
- 1965: Agentenfalle Lissabon (Misión Lisboa)
- 1965: Falstaff (Campanadas a medianoche)
- 1966: Flash 05
- 1969: Che!
- 1970: Vampir Cuadecuc
- 1974: Chicas de alquiler
- 1974: Hommes de joie pour femmes vicieuses
- 1977: La profezia
- 1978: Stoßtrupp in die Wüste (La Guerre du pétrole)
- 1979: I cannibali
- 1981: Sumpf der lebenden Toten (Le Lac de morts vivants)
- 1985: Victims!
- 1986: Angel of Death (Commando Mengele)
- 1987: ¡Biba la banda!
- 1988: Esa cosa con plumas
- 1997: En la puta calle!
- 1997: Kori
- 2000: Call Him Jess
- 2000: Orson Welles en le país de Don Quijote
- 2001: Once Upon a Time in Europe
- 2002: Farewell to the Deuce
- 2003: Kárate a muerte en Torremolinos
- 2003: Las primeras veces
- 2003: Rossa venezia
- 2003: Shock Movies Massacre
- 2004: See You Later Cowabunga: La maldición del cenachero diabólico
- 2004: Angel of Death 2
- 2005: Ellos robaron la picha de Hitler
- 2005: Take-Away Spirit
- 2007: The Life and Times of Jess Franco

## Wiederkehrende Darsteller
Jess Franco arbeitete häufig mit den gleichen Schauspielern:
Wiederkehrende Hauptdarstellerinnen:
- 1960–1970: Soledad Miranda (8 Filme)
- 1968–1970: Maria Rohm (10 Filme)
- 1970–1977: Alice Arno ( >10 Filme)
- 1973–1979: Monica Swinn ( >10 Filme)
- 1972–2010: Lina Romay (ca. 100 Filme)

Wiederkehrende Hauptdarsteller:
- 1968–1989: Christopher Lee (7 Filme)
- 1961–1993: Howard Vernon ( >30 Filme)
- 1972–2013: Antonio Mayáns ( >30 Filme)

Klaus Kinski spielte Hauptrollen in Marquis de Sade: Justine (1969)
und in Der Dirnenmörder von London (1976), sowie Nebenrollen in Venus in Furs (1969) und Nachts, wenn Dracula erwacht (1970).

## Pseudonyme
Jess Franco verwendete in seiner Karriere rund 40 Pseudonyme. Einige Pseudonyme entlehnte Franco, der sich auch als Musiker betätigte, Namen bereits verstorbener Jazzmusiker, wie Clifford Brown oder James P. Johnson.
Liste der Pseudonyme:
Joan Almirall, Clifford Brown, Clifford Brown Jr., Juan G. Cabral, Terry De Corsia, Raymond Dubois, Chuck Evans, Dennis Farnon, Jess Franck, Jess Franco, Adolf M. Frank, Anton Martin Frank, Jess Frank, John Frank, Wolfgang Frank, James Gardner, Robert Griffin, Lennie Hayden, Frank Hollmann, J. P. Johnson, James Lee Johnson, James P. Johnson, David J. Khune, David Khune, D. Khunne, D. Khunne Jr., David Khunne, David Kuhne, Frank Manera, Jeff Manner, Roland Marceignac, Tawer Nero, Cole Polly, Preston Quaid, Pierre Queret, P. Querut, Lowel Richmond, Dan L. Simon, Jean-Jacques Tarbes, Joan Vincent.
Überblick über Namen, die oft fälschlicherweise als Pseudonyme von Jess Franco ausgewiesen werden (mit Angabe ihrer tatsächlichen Zuordnung):
- Rosa María Almirall (= Pseudonym und Geburtsname seiner langjährigen Muse und Partnerin Lina Romay)
- Betty Carter (= Pseudonym für Lina Romay)
- Candy Coster (= Pseudonym für Lina Romay)
- Rick Deconinck oder Richard de Conninck (= Bigotini, Darsteller und Regieassistent)
- Manfred Gregor (= Drehbuch-Pseudonym des Produzenten Erwin C. Dietrich)
- Lulu Laverne (= weiteres Pseudonym für Lina Romay)
- Marius Lesoeur (= Name eines französischen Produzenten)
- A. L. Mariaux (= Pseudonym des Produzenten Marius Lesoeur)
- John O’Hara (= Pseudonym des Regisseurs José Jara)
- Claude Plaut (= Pseudonym des Schauspielers Olivier Mathot, stellte seinen Namen für Franco-Filme von Eurociné zur Verfügung, aus gewerkschaftlichen Gründen – französische Filme sollten von Franzosen sein!)
- Michael Thomas (= Regie-Pseudonym des Produzenten Erwin C. Dietrich)
- Pablo Villa (= Pseudonym des Komponisten Daniel J. White, die Copyrights der Musik sind oftmals jedoch auf Daniel White und Jésus Franco gemeldet)
- Daniel J. White (= Name eines Komponisten, der häufig die Musik zu Francos Filmen schrieb)

## Publikation
- Benedikt Eppenberger, Daniel Stapfer: Mädchen, Machos und Moneten. Die unglaubliche Geschichte des Schweizer Kinounternehmers Erwin C. Dietrich. Mit einem Vorwort von Jess Franco. Verlag Scharfe Stiefel, 2006.
- Daniel Bastié, Jess Franco: L’homme aux 200 films, Ed. Grand Angle, 2014 (französisch)